# Dompierre-sur-Veyle
Dompierre-sur-Veyle település Franciaországban, Ain megyében. Lakosainak száma 1225 fő (2022. január 1.). Dompierre-sur-Veyle Châtenay, Druillat, Lent, Saint-Nizier-le-Désert, La Tranclière és Villette-sur-Ain községekkel határos.

## Népesség
A település népességének változása:
| Lakosok száma | 662  | 745  | 828  | 1147 | 1175 | 1161 | 1166 | 1179 | 1190 | 1225 |
|               | 1968 | 1982 | 1990 | 2006 | 2013 | 2015 | 2017 | 2019 | 2020 | 2022 |